# チャンパイ県
チャンパイ県（チャンパイけん、英語: Champhai district）は、インドのミゾラム州にある8つの県のうちのひとつ。北側はマニプル州チューラーチャーンドプル県、西側はアイゾール県とサーチップ県、南側と東側はミャンマーと境を接している。県の面積は、3,185.83平方キロメートル (1,230.06 sq mi)である。行政の中心地はチャンパイの町である。

## 地理

### 気候
チャンパイ県は、気候の穏やかな地域である。冬には、気温は 0°C から 20°C の間で推移し、夏には15°C から 30°C の間で推移する。

## 行政区画
チャンパイ県には、郡に相当するテシルが、イースト・ラングダー (East Lungdar)（このテシルはチャンパイ県とサーチップ県にまたがる形になっている）、カウゾール (Khawzawl)、カウブング (Khawbung)、ンゴパ (Ngopa) と4つある。農村開発ブロックは、チャンパイ (Champhai)、カウブング (Khawbung)、カウゾール (Khawzawl)、ンゴパ (Ngopa) と4つある。また、チャンパイ県には、チャンパイ北 (Champhai North)、東トゥイプイ (East Tuipui)、レングテン (Lengteng)、トゥイチャン (Tuichang)、チャンパイ南 (Champhai South) と、州議会の選挙区が5区設けられている。チャンパイ県内には、88の集落があり、そのうち67か所が徴税村となっている。

## 人口
| チャンパイ県の宗教 | チャンパイ県の宗教 | チャンパイ県の宗教 | チャンパイ県の宗教 | チャンパイ県の宗教 |
| ------------------ | ------------------ | ------------------ | ------------------ | ------------------ |
| 宗教               |                    |                    | パーセント         |                    |
| キリスト教         | キリスト教         |                    | 98.17%             | 98.17%             |
| ヒンドゥー教       | ヒンドゥー教       |                    | 0.85%              | 0.85%              |
| イスラム教         | イスラム教         |                    | 0.56%              | 0.56%              |
| その他の宗教       | その他の宗教       |                    | 0.15%              | 0.15%              |
| 仏教               | 仏教               |                    | 0.12%              | 0.12%              |
| 無回答             | 無回答             |                    | 0.10%              | 0.10%              |
| ジャイナ教         | ジャイナ教         |                    | 0.04%              | 0.04%              |
| シク教             | シク教             |                    | 0.01%              | 0.01%              |

2011年の国勢調査によると、チャンパイ県の人口は、125,745人で、概ねグレナダと同じである。インド国内の640県の中では、610番目の人口規模である。人口密度は、39人毎平方キロメートル (100/sq mi)である。2001年から2011年にかけての人口増加率は、16.01% である。チャンパイ県における性比は、男性1000人に対し、女性が984人となっており、識字率は 95.91%.である。

## 自然保護
1991年、200 km2 (77.2 sq mi)の広さをもつムルレン国立公園がチャンパイ県に設けられた。また、1999年には、120 km2 (46.3 sq mi)の広さをもつレングテン野生生物保護区も設けられた 。